# Phil Silvers
Phil Silvers, all'anagrafe Philip Silver (New York, 11 maggio 1911 – Los Angeles, 1º novembre 1985), è stato un attore, cantante e cabarettista statunitense.
Il suo nome è iscritto fra quelli delle Celebrità della Hollywood Walk of Fame.

## Biografia
Di origine russa, nato in una famiglia di immigrati di religione ebraica (Saul Silver e Sarah Handler erano i suoi genitori), ebbe una formazione teatrale debuttando giovanissimo. È conosciuto come caratterista in numerose produzioni cinematografiche e televisive di successo, anche con la Disney (un suo film di successo fu, fra gli altri, Questo pazzo, pazzo, pazzo, pazzo mondo, girato nel 1963). In particolare lo si ricorda poi come coprotagonista del film Buonasera, signora Campbell (1968), girato a fianco di Shelley Winters (che nel film interpretava il ruolo di sua moglie) e Gina Lollobrigida, nelle vesti della protagonista.

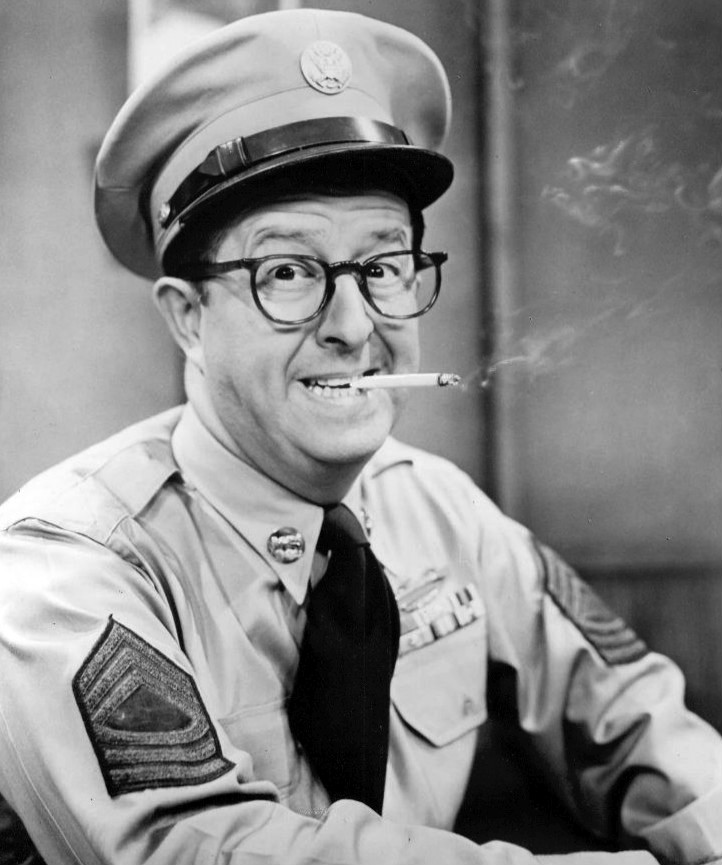
Silvers nei panni del Sergente Bilko

Conosciuto con il soprannome di "The King of Chutzpah", una fra le sue produzioni maggiori è stato il The Phil Silvers Show, una sitcom degli anni 1950 ambientata all'interno dello U.S. Army, in cui ricopriva il ruolo del Sergente Bilko. Ebbe anche una breve esperienza come cantante (Nelson Riddle gli arrangiò il disco Phil Silvers' Swingin' Brass - Capitol Records, 1956).

## Vita privata
Dipendente dal gioco d'azzardo, Silvers è stato sposato dal 1945 al 1950 alla modella e Miss Texas Jo-Carroll Dennison. È stato poi sposato con Evelyn Patrick dal 1956 fino al divorzio sancito nel 1966. La coppia ha avuto cinque figlie, tra cui l'attrice Cathy Silvers, e la produttrice cinematografica e scrittrice Tracey. Le altre figlie si chiamano Nancey, Candace e Laury. È sepolto al Mount Sinai Memorial Park, Los Angeles, California.

## Filmografia parziale

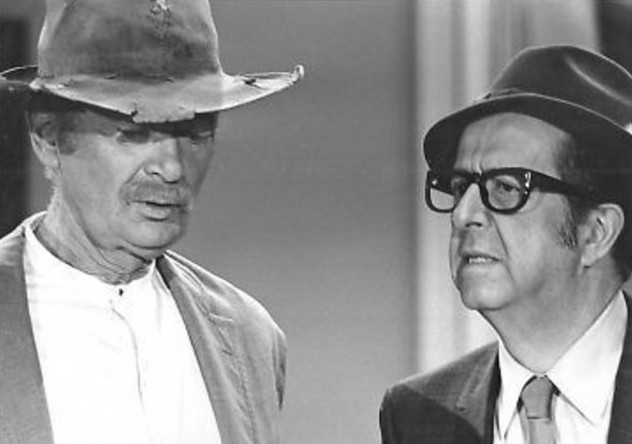
Phil Silvers (a destra) con Buddy Ebsen nella serie televisiva The Beverly Hillbillies

### Cinema
- Tom, Dick e Harry (Tom Dick and Harry), regia di Garson Kanin (1941)
- Sesta colonna (All Through the Night), regia di Vincent Sherman (1941)
- Benvenuti al reggimento! (You're in the Army Now), regia di Lewis Seiler (1941)
- Condannatemi se vi riesce! (Roxie Hart), regia di William A. Wellman (1942)
- Follie di New York (My Gal Sal), regia di Irving Cummings (1942)
- Baci, carezze e pugni (Footlight Serenade), regia di Gregory Ratoff (1942)
- Michael Shayne va a Broadway (Just Off Broadway), regia di Herbert I. Leeds (1942)
- L'isola delle sirene (Coney Island), regia di Walter Lang (1942)
- La signorina e il cow-boy (A Lady Takes a Chance), regia di William A. Seiter (1943)
- Fascino (Cover Girl), regia di Charles Vidor (1944)
- Take It or Leave It, regia di Benjamin Stoloff (1944)
- Il cavallino d'oro (Diamond Horseshoe), regia di George Seaton (1945)
- Notti d'oriente (A Thousand and One Nights), regia di Alfred E. Green (1945)
- If I'm Lucky, regia di Lewis Seiler (1946)
- L'allegra fattoria (Summer Stock), regia di Charles Walters (1950)
- Un pizzico di fortuna (Lucky Me), regia di Jack Donohue (1954)
- Something's Got to Give, regia di George Cukor (1962) - incompiuto
- 20 chili di guai!... e una tonnellata di gioia (40 Pounds of Trouble), regia di Norman Jewison (1962)
- Questo pazzo, pazzo, pazzo, pazzo mondo (It's a Mad, Mad, Mad, Mad World), regia di Stanley Kramer (1963)
- Dolci vizi al foro (A Funny Thing Happened on the Way to the Forum), regia di Richard Lester (1966)
- Una guida per l'uomo sposato (A Guide for the Married Man), regia di Gene Kelly (1967)
- Buonasera, signora Campbell (Buona Sera, Mrs. Campbell), regia di Melvin Frank (1968)
- Boatniks - I marinai della domenica (The Boatniks), regia di Norman Tokar (1970)
- L'uomo più forte del mondo (The Strongest Man in the World), regia di Vincent McEveety (1975)
- Won Ton Ton, il cane che salvò Hollywood (Won Ton Ton, the Dog Who Saved Hollywood), regia di Michael Winner (1976)
- A proposito di omicidi... (The Cheap Detective), regia di Robert Moore (1978)

### Televisione
- The Danny Thomas Hour – serie TV, episodio 1x01 (1967)
- The Beverly Hillbillies – serie TV, 6 episodi (1969-1970)

## Riconoscimenti
Vincitore nel 1952 e nel 1972 del Tony Award al miglior attore protagonista in un musical, è stato più volte vincitore o candidato ai premio Emmy (nel 1956 per la miglior serie comica per The Phil Silvers Show; nel 1957 per il migliore show o serie televisiva della durata massima di trenta minuti sempre per The Phil Silvers Show e la candidatura per il premio al migliore attore protagonista di una serie comica o commedia sempre per lo stesso show; nel 1959 ebbe la candidatura per il migliore attore non protagonista di una serie comica e per la migliore sceneggiatura di un singolo episodio per una serie comica).

## Doppiatori italiani
- Stefano Sibaldi in La signorina e il cow-boy, Fascino, L'allegra fattoria, Sesta colonna
- Renato Turi in Questo pazzo, pazzo, pazzo, pazzo mondo, Won Ton Ton, il cane che salvò Hollywood
- Lauro Gazzolo in Un pizzico di fortuna
- Carlo Romano in 20 chili di guai!... e una tonnellata di gioia
- Sergio Tedesco in Dolci vizi al foro
- Giuseppe Rinaldi in Buonasera, signora Campbell
- Vittorio Stagni in Fascino (ridoppiaggio)